# بلومویل (نیویورک)
بلومویل (به انگلیسی: Bloomville) یک منطقهٔ مسکونی در ایالات متحده آمریکا است که در نیویورک واقع شده‌است. بلومویل ۳٫۴ کیلومتر مربع مساحت و ۲۱۳ نفر جمعیت دارد و ۴۴۳٫۴۹ متر بالاتر از سطح دریا واقع شده‌است.